# Rafael Caldera
Rafael Caldera (24. januar 1916 – 24. december 2009) var en venezuelansk politiker, der var landets præsident i to perioder – først 1969-1974 og igen 1994-1999. I sin sidste periode efterfulgtes han af Hugo Chavez.
Caldera var universitetslektor i sociologi forud for sin politiske karriere.